# 녹색선 (몬트리올)
1호선 녹색 선(프랑스어: Ligne verte 또는 Ligne 1) 은 캐나다 퀘벡주의 몬트리올 교통공사 (STM, Société de transport de Montréal) 가 운행하는 동서간 지하철 노선으로, 2호선 오렌지 선 다음으로 몬트리올 지하철에서 두 번째로 승객이 가장 많은 노선이다. 27개의 지하역으로 이루어진 이 노선은 1966년에 처음 개통된 몬트리올 지하철의 일부였으며 이후 1976년과 78년에 거듭하여 노선이 동서로 연장되었다. 녹색 선은 몬트리올의 메르시에, 오슐라가-메종뇌브, 프롱트낙, (게이) 빌리지, 라틴 쿼터 (Quartier Latin), 빌마리 (몬트리올 시내), 생앙리, 푸앵트생샤를, 베르됭, 빌에마르, 라살 등의 지역을 잇는다.

## 연혁
- 1966년 10월 14일: 앳워터역에서 파피노역까지 개통
- 1966년 12월 19일: 파피노역에서 프롱트낙역까지 개통
- 1966년 12월 21일: 보드리역 개통
- 1976년 6월 6일: 프롱트낙역에서 오노레 보그랑역까지 동부 연장
- 1978년 9월 3일: 아트워터역에서 앙그리뇽역까지 서부 연장

## 운행 체계
녹색 선은 총 구간 22.1km에 27개역으로 이루어져 있으며 전 구간이 지하 구간이다. 몬트리올 남서쪽에 있는 앙그리뇽역에서 출발하여 동쪽으로 운행하다가 드 레글리즈역에서 북쪽으로 시내 중심가를 향한다. 애트워터역에 다다라서는 다시 동쪽으로 파피노역까지 드 메종뇌브를 따라 운행하고, 파피노역에서 카딜락역까지 올림픽 공원을 지나 동북쪽으로 셰르부르크까지 올라가며 이후 동부 종점인 오노레 보그랑역까지 동쪽으로 운행한다.
오렌지 선과 달리 녹색 선은 모든 열차가 앙그리뇽역에서 오노레 보그랑역까지 노선 전 구간을 운행하며 비상시에는 리오넬 그루, 베리-UQAM, 피뇌프역과 같은 중간역에서 회차하기도 한다.

### 운행 시간 및 배차 간격
녹색 선은 평일과 일요일 아침 5시 30분부터 밤 12시 45분까지, 토요일에는 막차 시간이 30분 연장되어 새벽 1시 15분까지 운행한다. 막차 시간 이후에는 심야버스 노선을 이용할 수 있으며 앙그리뇽역에서 아트워터역까지는 350번 베르됭/라살, 아트워터역에서 프롱트낙역까지는 르네 레베크를 따라 운행하는 4개의 심야 버스 노선 (350, 355, 358, 364번)과 셰르부르크를 따라 운행하는 356번 라신/몽레알-트뤼도/데수스, 아브뉘 데 팽을 따라 운행하는 360번 버스 등을 이용할 수 있고, 프롱트낙역에서 오노레 보그랑역까지는 362번 오슐라가/노트르담 또는 364번 쉐르부르크-조셉 르노 버스를 이용할 수 있다.
배차 간격은 평일 러시 아워 (오전 7-9시, 오후 4-6시) 에 3-5분, 평상시에는 4-11분 간격으로 운행하며 주말에는 6-11분 간격으로 운행한다. 한편 2017년 1월 9일부터 녹색 선에 배차가 증편되어 평일 오후 10시 30분까지는 최대 5분 간격으로 운행하게 된다.

### 역 목록
| 역 이름       | 원어 명칭        | 개통일                                                              | 역명 관련 지명                                                                    | 이름의 유래                                                                                         | 환승 노선            |
| ------------- | ---------------- | ------------------------------------------------------------------- | --------------------------------------------------------------------------------- | --------------------------------------------------------------------------------------------------- | -------------------- |
|               |                  |                                                                     |                                                                                   | |                      |
| 앙그리뇽      | Angrignon        | 1978년 9월 3일                                                      | 앙그리뇽 공원 불바르 앙그리뇽 (Boulevard Angrignon)                               | 장 밥티스트 아튀르 앙그리뇽, 몬트리올 시의원 (1921-34)                                              | 앙그리뇽 버스 터미널 |
| 몽크          | Monk             | 1978년 9월 3일                                                      | 불바르 몽크 (Boulevard Monk)                                                      | 퀘벡 주 수석재판관 제임스 몽크                                                                      |                      |
| 졸리쾨르      | Jolicoeur        | 1978년 9월 3일                                                      | 뤼 졸리쾨르 (Rue Jolicoeur)                                                       | 조셉 모이즈 졸리쾨르, 가톨릭 신부                                                                   |                      |
| 베르됭        | Verdun           | 1978년 9월 3일                                                      | 뤼 드 베르됭 (Rue de Verdun)                                                      | 누벨프랑스의 군인 및 성직자인 자카리 뒤퓌의 고향인 프랑스의 노트르담드사베르됭                      |                      |
| 드레글리즈    | De l'Église      | 1978년 9월 3일                                                      | 아브뉘 드 레글리즈 (Avenue de l'Église)                                           | 몬트리올 생폴 성당                                                                                  |                      |
| 라살          | LaSalle          | 1978년 9월 3일                                                      | 불바르 라살 (Boulevard LaSalle)                                                   | 르네로베르 카블리에 드 라 살, 프랑스의 북아메리카 탐험가                                            |                      |
| 샤를부아      | Charlevoix       | 1978년 9월 3일                                                      | 뤼 샤를부아 (Rue Charlevoix)                                                      | 피에르 프랑수아 자비에 드 샤를부아, 18세기 프랑스역사학자 및 탐험가                                 |                      |
| 리오넬 그루   | Lionel-Groulx    | 1978년 9월 3일 (녹색 선) 1980년 4월 28일(오렌지 선)                 | 아브뉘 리오넬 그루 (Avenue Lionel-Groulx)                                         | 리오넬 그루, 퀘벡역사학자                                                                           |                      |
| 앳워터        | Atwater          | 1966년 10월 14일                                                    | 아브뉘 아트워터 (Avenue Atwater)                                                  | 에드윈 아트워터, 몬트리올 시의원                                                                    |                      |
| 기-컨커디아   | Guy-Concordia    | 1966년 10월 14일                                                    | 뤼 기 (Rue Guy) 콩코디아 대학교                                                   | 에티엔 기, 부동산 지주 라틴어 "Concordia salus" (합의에 따른 번영): 몬트리올의 모토                 |                      |
| 필            | Peel             | 1966년 10월 14일                                                    | 뤼 필 (Rue Peel)                                                                  | 영국 제28대 총리 로버트 필                                                                          |                      |
| 맥길          | McGill           | 1966년 10월 14일                                                    | 아브뉘 맥길 컬리지 (Avenue McGill College) 맥길 대학교                            | 제임스 맥길, 스코틀랜드 태생의 사업가                                                               |                      |
| 플라스데자르  | Place-des-Arts   | 1966년 10월 14일                                                    | 플라스 데자르                                                                     | 몬트리올의 예술의 전당                                                                              |                      |
| 생로랑        | Saint-Laurent    | 1966년 10월 14일                                                    | 불바르 생로랑 (Boulevard Saint-Laurent)                                           | 라우렌시오(프랑스어: Saint Laurent) 세인트로렌스강(프랑스어: Fleuve Saint-Laurent 플뢰브 생로랑[*]) |                      |
| 베리-UQAM     | Berri-UQAM       | 1966년 10월 14일 (녹색 선 및 오렌지 선) 1967년 4월 28일 (노란색 선) | 뤼 베리 (Rue Berri) 퀘벡 대학교 몬트리올 캠퍼스 (Université du Québec à Montréal) | 1669년에 미종 드 브란삿이 지은 이름, 유래 미상                                                      |                      |
| 보드리        | Beaudry          | 1966년 12월 21일                                                    | 뤼 보드리 (Rue Beaudry)                                                           | 피에르 보드리, 부동산 지주                                                                          |                      |
| 파피노        | Papineau         | 1966년 10월 14일                                                    | 아브뉘 파피노 (Avenue Papineau)                                                   | 조제프 파피노, 누벨프랑스 정치인 및 루이조제프 파피노의 아버지                                      |                      |
| 프롱트낙      | Frontenac        | 1966년 12월 19일                                                    | 뤼 프롱트낙 (Rue Frontenac)                                                       | 루이 드 부아드 드 프롱트낙, 누벨프랑스 총독                                                         |                      |
| 프레퐁텐      | Préfontaine      | 1976년 6월 6일                                                      | 뤼 프레퐁텐 (Rue Préfontaine) 레이몽 프레퐁텐 공원                                | 레이몽 프레퐁텐, 몬트리올 전 시장                                                                   |                      |
| 졸리엣        | Joliette         | 1976년 6월 6일                                                      | 뤼 졸리엣 (Rue Joliette)                                                          | 바르텔르미 졸리엣, 퀘벡 주 졸리엣 시 설립자                                                         |                      |
| 피뇌프        | Pie-IX           | 1976년 6월 6일                                                      | 불바르 피뇌프 (Boulevard Pie-IX)                                                  | 교황 비오 9세의 불어 표기 (Pie IX)                                                                  |                      |
| 비오          | Viau             | 1976년 6월 6일                                                      | 뤼 비오 (Rue Viau)                                                                | 샤를 테오도르 비오, 몬트리올의 비스킷 개발자                                                        |                      |
| 아송시옹      | Assomption       | 1976년 6월 6일                                                      | 불바르 드 라송시옹 (Boulevard de l'Assomption)                                    | 성모 승천의 불어 표기 (L'Assomption)                                                                |                      |
| 카딜락        | Cadillac         | 1976년 6월 6일                                                      | 뤼 드 카딜락 (Rue de Cadillac)                                                    | 앙투안 로메, 프랑스의 탐험가                                                                        |                      |
| 랑젤리에      | Langelier        | 1976년 6월 6일                                                      | 불바르 랑젤리에 (Boulevard Langelier)                                             | 프랑수아 랑젤리에, 캐나다의 변호사, 교수, 기자, 정치인 및 퀘벡 제10대 총독 대리                     |                      |
| 라디송        | Radisson         | 1976년 6월 6일                                                      | 뤼 라디송 (rue Radisson)                                                          | 피에르에스프리 라디송, 프랑스의 탐험가 및 사냥꾼                                                    | 라디송 버스 터미널   |
| 오노레 보그랑 | Honoré-Beaugrand | 1976년 6월 6일                                                      | 뤼 오노레 보그랑 (Rue Honoré-Beaugrand)                                           | 오노레 보그랑, 작가 및 몬트리올 전 시장                                                             |                      |

### 장애인 편의시설
녹색 선의 27개역 중에서 휠체어 승객을 위한 승강기가 설치된 역은 2020년 12월 기준 리오넬 그루, 베리-UQAM과 오노레 보그랑역밖에 없으며, 베리-UQAM역의 경우는 오렌지 선 승강장, 개찰구 및 출입구를 잇는 승강기가 이미 설치되어있지만 노란색 선 승강장으로 이어지는 승강기는 기술적인 문제로 아직 설치되어있지 않다.
몬트리올 지하철 녹색 선의 27개역에서 휠체어 승객을 위한 엘리베이터가 설치된 역은 2019년 9월 기준으로 리오넬 그루와 오노레 보그랑역밖에 없으며, 베리-UQAM역의 경우에는 오렌지 선 승강장, 개찰구 및 출입구 등을 잇는 엘리베이터가 이미 설치되어있지만 녹색 선이나 노란색 선을 잇는 엘리베이터는 아직 존재하지 않는다.
2020년 12월 현재 맥길, 비오, 앙그리뇽, 앳워터, 졸리쾨르, 프레퐁텐, 플라스데자르 및 피뇌프역에 공사가 진행 중이다.

### 이동통신망
2013년부터 2020년까지 캐나다의 4대 주요 이동통신사인 벨, 로저스, 텔러스, 비데오트롱은 지하철역과 터널 내부에 3G, 4G 및 4G LTE 통신망을 설치하였으며 이에 따라 녹색 선의 모든 역에서 휴대폰을 이용할 수 있다.

## 같이 보기
- 2호선 오렌지 선
- 4호선 노란색 선
- 5호선 파란색 선